# Сан-Жуан-да-Барра
Сан-Жуан-да-Барра (порт. São João da Barra) — город и муниципалитет в Бразилии, входит в штат Рио-де-Жанейро. Составная часть мезорегиона Север штата Рио-де-Жанейро. Входит в экономико-статистический микрорегион Кампус-дус-Гойтаказис. Население составляет 28 889 человек на 2007 год. Занимает площадь 458,611 км². Плотность населения — 63 чел./км².
Реки:
- Параиба-ду-Сул.

Праздник города — 17 июня.

## История
Город основан в 1850 году.

## Статистика
- Валовой внутренний продукт на 2005 год составляет 657 304 тысяч реалов (данные: Бразильский институт географии и статистики).
- Валовой внутренний продукт на душу населения на 2005 год составляет 22 975,00 реалов (данные: Бразильский институт географии и статистики).
- Индекс развития человеческого потенциала на 2000 год составляет 0,723 (данные: Программа развития ООН).

## География
Климат местности: тропический.

## Известные уроженцы
- Нарциса Амалия (1856—1924)  — бразильская поэтесса, феминистка, журналистка.